# Bitwa pod Mrozami

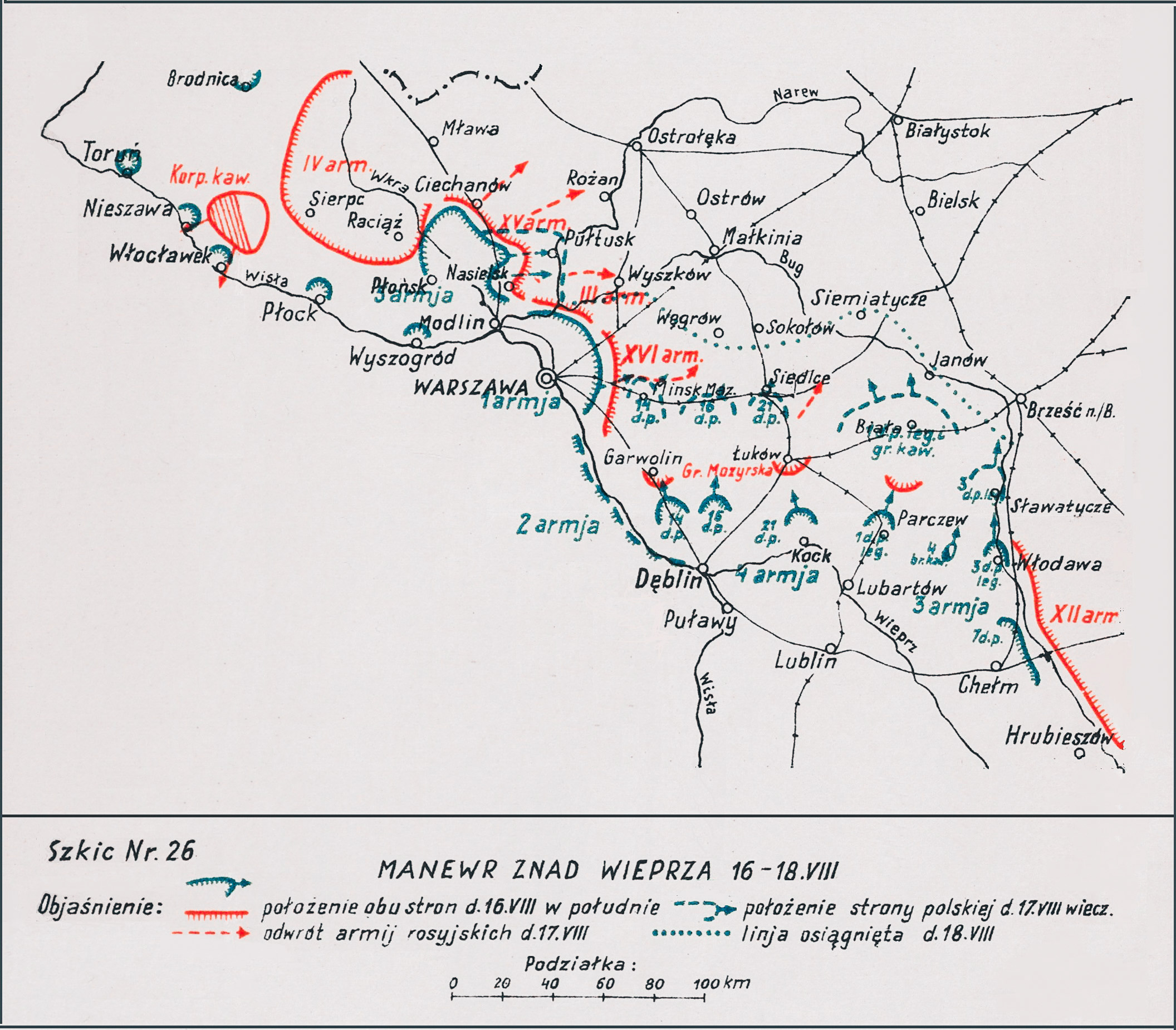
Adam Przybylski,
Wojna Polska 1918–1921

Bitwa pod Mrozami – walki polskiego 65 pułku piechoty ppłk. Franciszka Korewy z oddziałami sowieckich 8. i 10 Dywizji Strzelców w czasie pościgu prowadzonego w ramach operacji warszawskiej.

## Sytuacja ogólna
4 lipca 1920 ruszyła II ofensywa sowieckiego Frontu Zachodniego pod hasłem: Na zachodzie ważą się losy wszechświatowej rewolucji – po trupie Polski wiedzie droga do wszechświatowego pożaru... Na Wilno – Mińsk – Warszawę – marsz!. W pierwszej dekadzie lipca przełamany został front polski nad Autą, a wojska Frontu Północno-Wschodniego gen. Stanisława Szeptyckiego cofały się pod naporem ofensywy czerwonoarmistów Michaiła Tuchaczewskiego.
Kolejne próby zatrzymania wojsk sowieckich prących na zachód nie przynosiły spodziewanych rezultatów. Obchodzący ugrupowanie obronne od północy 3 Korpus Kawalerii Gaja wymuszał dalszy odwrót wojsk polskich. Tempo natarcia wojsk sowieckich, jak na owe czasy, wydawało się oszałamiające i wynosiło ok. 20–30 km na dobę.
Wojsko Polskie traciło kolejno „linię dawnych okopów niemieckich”, linię Niemna i Szczary, czy wreszcie linię Bugu. Wojska polskie cofały się nadal, a kolejną naturalną przeszkodą terenową dogodną do powstrzymania sowieckiej ofensywy była Wisła. W godzinach wieczornych 6 sierpnia Naczelne Dowództwo Wojska Polskiego wydało rozkaz do przegrupowania i reorganizacji wojsk.
16 sierpnia ruszyła kontrofensywa znad Wieprza. Zmieniło to radykalnie losy wojny. Od tego momentu Wojsko Polskie było w permanentnej ofensywie.

## Walki pod Mrozami
16 sierpnia 65 pułk piechoty wspierany przez 1 baterię 16 pułku artylerii polowej maszerował na północ przez Żelechów, Latowicz i Kuflew. Po drodze staczał drobne potyczki z tyłowymi oddziałami sowieckimi. Wieczorem dotarł do Mrozów i zorganizował tu odpoczynek nocny. Rejon ześrodkowania pułku ubezpieczały placówki. Spodziewano się uderzeń ze strony wycofujących się spod Warszawy oddziałów 16 Armii Nikołaja Sołłohuba.
O świcie 18 sierpnia elementy rozpoznawcze przekazały informację o marszu taborów i oddziałów sowieckich na północny wschód.
5 i 6 kompania pułku zamknęły w okolicach Kałuszyna szosę Warszawa – Siedlce, a siły główne pułku obsadziły stanowiska na zachód od Mrozów.
Wkrótce z lasów położonych na zachód od Mrozów uderzyła piechota 8 Dywizji Strzelców. Zatrzymano ją ogniem broni maszynowej, a kontratak kompanii kpt. Tadeusza Müllera odrzucił ją do lasu. Kontratakująca kompania kontynuowała pościg i dotarła aż pod Cegłów, tracąc kontakt z głównymi siłami pułku. Około 13.00 przeciwnik wznowił natarcie. W centrum polskiego ugrupowania czerwonoarmiści opanowali wzgórze na zachodnim skraju Mrozów, ale dalsze ich działania zostały powstrzymane przed przednim skrajem obrony 1 kompanii 65 pp. Nieprzyjaciel odniósł jednak powodzenie na skrzydłach i około 14.30 Sowieci podeszli od północy i południa do pierwszych zabudowań miasteczka. Dowódca pułku wsparł obronę pierwszego rzutu ostatnim odwodem – kompanią techniczną pułku, a sam udał się na stanowiska artylerii, które prowadziły ogień na wprost do nieprzyjaciela. Nacierający dalej czerwonoarmiści zepchnęli dwukompanijny II/65 pp w głąb zabudowy Mrozów, a wycofująca się polska piechota odsłoniła stanowiska ogniowe własnej artylerii. Gdy tyraliery nieprzyjacielskie podeszły do jej stanowisk, obsługi armat nie przerwały ognia, a strzelały dalej zadając przeciwnikowi ciężkie straty i chwilowo zatrzymały jego natarcie. Dało to czas mjr. Eustachemu Serafinowiczowi na uporządkowanie 7 i 8 kompanii i wyprowadzenie kontrataku „na bagnety”. Niemal jednocześnie uderzyła na nieprzyjaciela wracająca spod Cegłowa kompania szturmowa. W walce wręcz odrzucono nieprzyjaciela do lasu. Oskrzydlone od północy i wyczerpane bojem sowieckie oddziały po krótkich negocjacjach około 17.00 złożyły broń.

## Bilans walk
W bitwie pod Mrozami 65 pułk piechoty wziął około 800 jeńców, zdobył 4 działa i 7 ckm-ów. Wieczorem ujęto jeszcze kilkudziesięciu czerwonoarmistów z rozbitej pod Jędrzejowem 22 Brygady Strzelców i z 1 pułku kawalerii Czerwonych Komunardów. Straty polskie wyniosły 7 poległych oraz 30 rannych.